# Списак епизода серије Бележница професора Мишковића

Бележница професора Мишковића је српска телевизијска серија која је премијерно почела са емитовањем од 22. маја 2021. године на каналу Суперстар ТВ.
Серија Бележница професора Мишковића броји две сезоне и 26 епизода.

## Преглед
| Сезона | Сезона | Епизоде | Епизоде | Оригинално емитовање | Оригинално емитовање | Оригинално емитовање |
| Сезона | Сезона | Епизоде | Епизоде | Премијера            | Финале               | Мрежа                |
| ------ | ------ | ------- | ------- | -------------------- | -------------------- | -------------------- |
|        | 1.     | 12      | 12      | 22. мај 2021.        | 27. јун 2021.        | Суперстар ТВ РТС 1   |
|        | 2.     | 14      | 14      | 20. фебруар 2023.    | 9. март 2023.        | Суперстар ТВ         |

## Епизоде

### 1. сезона (2021)
| Бр. еп. (укупно) | Бр. еп. (у сезони) | Наслов      | Редитељ        | Сценариста                         | Премијера     |
| ---------------- | ------------------ | ----------- | -------------- | ---------------------------------- | ------------- |
| 1                | 1                  | 1. епизода  | Мирослав Лекић | Ђорђе Милосављевић                 | 22. мај 2021. |
| 2                | 2                  | 2. епизода  | Мирослав Лекић | Ђорђе Милосављевић                 | 23. мај 2021. |
| 3                | 3                  | 3. епизода  | Мирослав Лекић | Коста Пешевски                     | 29. мај 2021. |
| 4                | 4                  | 4. епизода  | Мирослав Лекић | Коста Пешевски                     | 30. мај 2021. |
| 5                | 5                  | 5. епизода  | Мирослав Лекић | Коста Пешевски и Радослав Павловић | 5. јун 2021.  |
| 6                | 6                  | 6. епизода  | Мирослав Лекић | Коста Пешевски                     | 6. јун 2021.  |
| 7                | 7                  | 7. епизода  | Мирослав Лекић | Коста Пешевски                     | 12. јун 2021. |
| 8                | 8                  | 8. епизода  | Мирослав Лекић | Коста Пешевски                     | 13. јун 2021. |
| 9                | 9                  | 9. епизода  | Мирослав Лекић | Коста Пешевски                     | 19. јун 2021. |
| 10               | 10                 | 10. епизода | Мирослав Лекић | Коста Пешевски                     | 20. јун 2021. |
| 11               | 11                 | 11. епизода | Мирослав Лекић | Коста Пешевски                     | 26. јун 2021. |
| 12               | 12                 | 12. епизода | Мирослав Лекић | Радослав Павловић                  | 27. јун 2021. |

### 2. сезона (2022)
| Бр. еп. (укупно) | Бр. еп. (у сезони) | Наслов      | Редитељ        | Сценариста                       | Премијера         |
| ---------------- | ------------------ | ----------- | -------------- | -------------------------------- | ----------------- |
| 13               | 1                  | 13. епизода | Мирослав Лекић | Коста Пешевски и Ратко Дмитровић | 20. фебруар 2023. |
| 14               | 2                  | 14. епизода | Мирослав Лекић | Коста Пешевски и Ратко Дмитровић | 21. фебруар 2023. |
| 15               | 3                  | 15. епизода | Мирослав Лекић | Коста Пешевски и Ратко Дмитровић | 22. фебруар 2023. |
| 16               | 4                  | 16. епизода | Мирослав Лекић | Коста Пешевски и Ратко Дмитровић | 23. фебруар 2023. |
| 17               | 5                  | 17. епизода | Мирослав Лекић | Коста Пешевски и Ратко Дмитровић | 24. фебруар 2023. |
| 18               | 6                  | 18. епизода | Мирослав Лекић | Коста Пешевски и Ратко Дмитровић | 27. фебруар 2023. |
| 19               | 7                  | 19. епизода | Мирослав Лекић | Коста Пешевски и Ратко Дмитровић | 28. фебруар 2023. |
| 20               | 8                  | 20. епизода | Мирослав Лекић | Коста Пешевски и Ратко Дмитровић | 1. март 2023.     |
| 21               | 9                  | 21. епизода | Мирослав Лекић | Коста Пешевски и Ратко Дмитровић | 2. март 2023.     |
| 22               | 10                 | 22. епизода | Мирослав Лекић | Коста Пешевски и Ратко Дмитровић | 3. март 2023.     |
| 23               | 11                 | 23. епизода | Мирослав Лекић | Коста Пешевски и Ратко Дмитровић | 6. март 2023.     |
| 24               | 12                 | 24. епизода | Мирослав Лекић | Коста Пешевски и Ратко Дмитровић | 7. март 2023.     |
| 25               | 13                 | 25. епизода | Мирослав Лекић | Коста Пешевски и Ратко Дмитровић | 8. март 2023.     |
| 26               | 14                 | 26. епизода | Мирослав Лекић | Коста Пешевски и Ратко Дмитровић | 9. март 2023.     |